# ONE Pro Cycling/Saison 2015
Dieser Artikel listet Erfolge und Fahrer des Radsportteams ONE Pro Cycling in der Saison 2015 auf.

## Erfolge in der UCI Europe Tour
In den Rennen der Saison 2015 der UCI Europe Tour gelangen die nachstehenden Erfolge.
| Datum    | Rennen                                     | Kat. | Sieger             |
| -------- | ------------------------------------------ | ---- | ------------------ |
| 20. Mai  | 1. Etappe Bałtyk-Karkonosze Tour           | 2.2  | Peter Williams     |
| 26. Juni | Polnische Meisterschaft – Einzelzeitfahren | CN   | Marcin Białobłocki |

## Mannschaft
| Fahrer             | Geburtsdatum      | Nationalität           | Team 2014              |
| ------------------ | ----------------- | ---------------------- | ---------------------- |
| George Atkins      | 18. August 1991   | Vereinigtes Königreich | Raleigh-GAC            |
| Yanto Barker       | 6. Januar 1980    | Vereinigtes Königreich | Raleigh-GAC            |
| Thomas Baylis      | 3. Januar 1996    | Vereinigtes Königreich | Neoprofi               |
| Jonathan Bellis    | 16. August 1988   | Vereinigtes Königreich | Christina Watches-Kuma |
| Marcin Białobłocki | 2. September 1983 | Polen                  | Giordana Racing Team   |
| Dexter Gardias     | 3. Dezember 1990  | Vereinigtes Königreich |                        |
| George Harper      | 10. Juli 1992     | Vereinigtes Königreich | Giordana Racing Team   |
| Marc Hester        | 28. Juni 1985     | Dänemark               | FireFighters Upsala CK |
| Joshua Hunt        | 3. April 1991     | Vereinigtes Königreich | NFTO                   |
| Jonathan Mould     | 4. April 1991     | Vereinigtes Königreich | NFTO                   |
| Chris Opie         | 22. Juli 1987     | Vereinigtes Königreich | Rapha Condor JLT       |
| Peter Williams     | 13. Dezember 1986 | Vereinigtes Königreich | Haribo-Beacon          |
| Samuel Williams    | 18. März 1994     | Vereinigtes Königreich | NFTO                   |